# マイ・プレイス
「マイ・プレイス」（My Place）は、ラッパーのネリーが、ジャヒームをフィーチャリングアーティストとして迎え、共演したシングル。ネリーの4thアルバム『スーツ』（2004年9月）からの1枚目のシングルとして2004年7月に先行発売され、アメリカのBillboard Hot 100、Hot R&B/Hip-Hop Songsで第4位となり、BMポップ・アワードを受賞した。
「マイ・プレイス」には、R&Bクラシックが引用・サンプリングされているが、曲全体の音調となっているチャイム音のメロディーは、ラベル（パティ・ラベルが主ボーカルのグループ）の「Isn't It a Shame」（1976年のアルバム『カメレオン』に収録）のピアノのイントロやメロディーがサンプリングされ、曲の半ば過ぎと後半に2度出てくる「アイ・ライク・イット」とリフレインされる女性コーラス（キム・ジョンソン）は、デバージの「I Like It」（1982年のアルバム『オール・ディス・ラヴ』収録）から来ており、ジャヒームが「カモン・アンド・ゴー・ウィズ・ミー、オー・ガール、カモン・オーバー・トゥ・マイ・プレイス」と歌うメインフレーズは、テディ・ペンダーグラスの「Come Go With Me」（1979年のアルバム『テディ』収録）から来ている。
ネリーは、ジャヒームと共演した理由について、「ジャヒームは現代のテディ・ペンダーグラスだと信じているからね」とコメントしている。

## 参考資料
- スウェット／スーツ (ライナーノーツ). ネリー. ユニバーサルミュージック. 2004. UICU-90067。
- ザ・ベスト・オブ・ネリー (ライナーノーツ). ネリー. ユニバーサルミュージック. 2009. UICU-1178。